# Українські юнацькі протилітунські формації
Українські юнацькі протилітунські формації — сукупність добровільних формацій, створених з юнаків української національності в німецькій армії для допомоги підрозділам ППО під час другої світової війни.

## Передумови
Зменшення власних людських ресурсів унаслідок боїв на Східному фронті спонукало керівництво Третього райху залучити через установи молодіжної організації "Гітлерюґенд" - "ГЮ". у 1943 р. німецьке, а від початку 1944 р. також ненімецьке юнацтво для протиповітряної оборони (ППО) та для обслуговування зенітного устаткування ВПС. Ідеологічні інстанції СС висунули свою мотивацію потреби таких заходів: якщо війська СС мали стати своєрідними "інтернаціональними європейськими антикомуністичними збройними силами", то "юнаки СС" потрактовувались як підготовча база для їх резервів або своєрідний "фронт молоді Європи" й основа для майбутніх національних з'єднань військ СС. Підставою цього було переведення частини німецьких підлітків після вишколу в системі "СС-Юґенд" вояками до реґулярних фронтових дивізій.
4 березня 1944 р. Зігфірд Нікель видав перший наказ рекрутувати на Сході юнаків віком 15-20 років для парамілітарної служби в Німеччині. Відповідно до укладеної 31 березня угоди між райхсміністром окупованих східних територій, райхсміністром ВПС, райхсфюрером СС і керівником молоді німецького райху, справу вербування юнаків у Східній Європі остаточно доручено Станиці (Службовому бюро) Нікеля (Dienststelle Nickel). Згідно з цією угодою, Нікель повинен був інформувати про вербування юнаків згадані інстанції та керівництво СС-ГА.

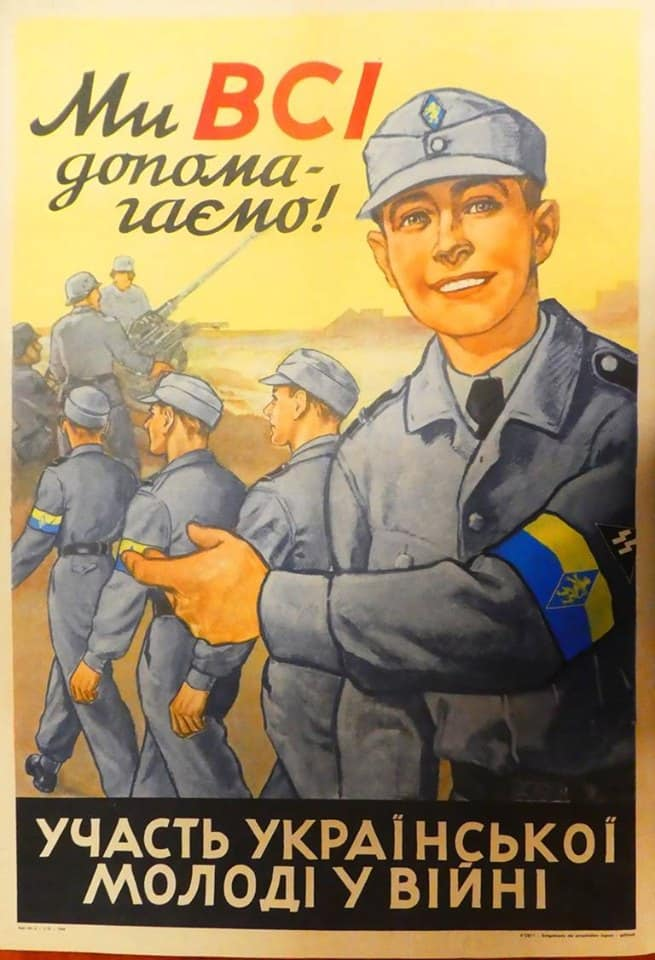
Агітаційний плакат 1944 року

Оскільки після вишколу новобранці мали підпорядковуватися Верховному командуванню люфтваффе ОКЛ (Oberkommando der Luftwaffe-OKL), вони тільки формально називалися "юнаками СС". Застосований стосовно німецьких підлітків термін "вихованці СС" щодо представників східноєвропейських країн поступово було замінено на "помічники протилітунської оборони" чи "допоміжні дружинники німецької авіації (повітряної охорони)".

## Формування
Уже станом на квітень 1944 р. створена територіальна воєнна оперативна команда "Південь" для українців.
У Галичині поряд із вербуванням українських чоловіків до батальйонів вермахту або дивізій військ СС частково добровільно, частково примусово у квітні відбулося рекрутування українських юнаків віком від 14 до 17 років. Їх мали скеровувати до формувань ППО при німецьких ВПС для служби при різних військових частинах. Вербування українських юнаків розпочалося на підставі наказу про призов формально причисленої до "ГЮ" Воєнної команди охоплення "Південь" - ВКОП, яку очолював обербанфюрер Вернер Гаупт. У складі команди діяли відділи поповнення штурмфюрера Венара, відділ таборів гауптмана Троґа й очолювані підстаршинами військ СС відділ пропаґанди й санітарний відділ доктора Шеффера. У їх компетенції було забезпечення огляду підлітків лікарськими комісіями, їх обмундирування й статистичне оформлення, вони ж видавали кожному юнакові особисту виказку та особисту книжку. Прийняття кожного здійснювалося після заповнення ним (або батьками, які дали на це згоду) заяви про прийом.

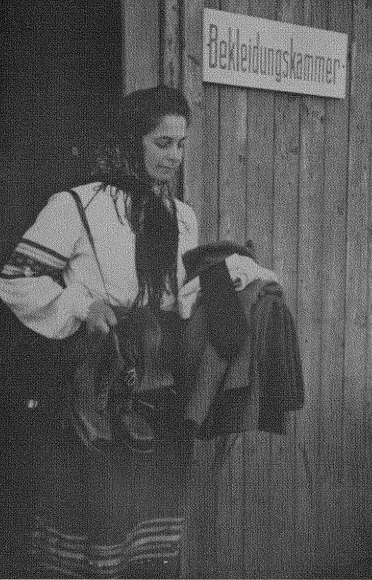
Українська юначка дістає військову форму

У середині квітня 1944 р. до Львова за дорученням Гаупта прибуло 22 старшин і підстаршин підпорядкованої йому команди "Південь". Спершу відбувся неофіційний набір переважно з числа евакуйованих зі Східної та Центральної України і Волині підлітків-сиріт, відтак галицьких юнаків із сімей з низьким матеріальним рівнем життя, часом усупереч волі батьків. Розпочинаючи в середині квітня 1944 р. вербування, В. Гаупт і оберштурмфюрер СС А. Кольф від СД Галичини вирішили здійснити пробний набір юнаків-українців, майже не залучаючи до своєї акції українських установ, оскільки не хотіли брати на себе і згодом виконувати дані їм ті чи інші зобов'язання.
Оскільки перші завербовані були переважно хлопцями без належної освіти й знання німецької мови, це ускладнювало роботу інструкторам-німцям. У пошуках кращого континґенту окупаційні інстанції звернули увагу на середні навчальні заклади. За розпорядженням 3. Нікеля, керівник управління молоді дистрикту Галичина Оттон за згодою шефа відділу науки і виховання дистрикту Антона Гасселіха доручив референтові в справах молоді та середніх шкіл, демобілізованому фольксдойче докторові Маку провести пропаґанду серед учнівської молоді. У відповідь наприкінці квітня Мак повідомив про набір юнаків директорів усіх шкіл у регіоні й навіть відвідав деякі з них зі старшинами дивізії "Галичина".
У травні 1944 р. в округах Новий Санч та Перемишль здійснено першу офіційну акцію вербування українських юнаків до протиповітряних формувань. Таку практику поступово поширено на усі решта ще окуповані вермахтом округи Галичини та суміжних земель, на яких проживали українці. Внаслідок цього вже 1 червня 1944 р. у бюлетені "Німецька Східна кореспонденція" з'явилося повідомлення про вербування поряд з російськими, білоруськими, литовськими й татарськими також українських помічників люфтваффе віком від 15 до 20 років. 
Перші 250 українських хлопців, залучені до протиповітряних формувань із Центральної України, Волині, Галичини і суміжних із нею округ Новий Санч та Перемишль, пройшли вишкіл у Переворську у військово-навчальному таборі. За пропозицією залученої до юнаць ких справ журналістки Ольги Кузьмович на честь сотника леґіону УСС його офіційно названо "Український СС-юнацький табір імені Федя Черника". У таборі, де поступово зібралося майже 300 хлопців, поряд із німецьким з'явився синьо-жовтий український прапор, а в казармах на стінах прикріплено хрести і тризуби. У день закінчення вишколу 7 червня 1944 р. перед юнаками вперше з промовою в суто українському дусі виступив губернатор Галичини О. Вехтер. Закликавши юнаків гордо нести ім'я табору ім. Черника, він закінчив виступ словами: "Молоді товариші! Будьте, як він, слухняними юнаками і добрими вояками. Будьте, як він, повні віри у свою Батьківщину, у свій народ і велику спільноту будучої молодої Европи". Перед виїздом першої групи вояків до своїх відділів у різні міста райху 28 червня у Львові відбулося їх прощання з батьками й марширування вулицями міста. Після цього з ними знову зустрівся Вехтер, який у виступі заявив: "Всі разом подбаємо, щоб ця молодь знайшлася серед нас вже як дозрілі мужчини з ширшим світоглядом, що вміють володіти зброєю. Щоб явились перед нас з тим гордим переконанням, що у вирішальному моменті українська молодь стояла на визначеній їй стійці".
На початку липня прийнято рішення про вербування поряд із хлопцями також дівчат віком від 15 до 20 років для обслуговування прожекторних апаратів і приладів для підслуховування, для служби в загороджувальних частинах ППО, шпиталях, пунктах зв'язку, підрозділах постачання й транспорту.

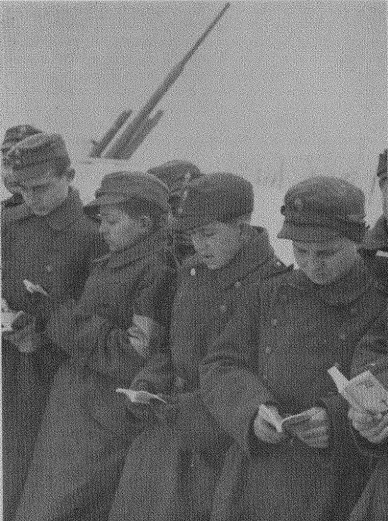
Реколекції при батареях у Лінцу (Австрія)

На серпень 7 650 зареєстрованих у німецьких установах українських юнаків зосереджено в таких місцевостях: 3 000 у Неполоміце, 1 000 у Троппау, 200 у Гульчині, 1 750 в Еґері, 1 550 у Кремсі й 200 в Мальті (Каринтія в Австрії).
Найбільші вишкільні табори, у яких опинилися українські юнаки, можна умовно поділити на три групи:
- перші "літні” або перехідні табори (у Переворську, Криниці, Неполоміце), з яких після 2-3 тижневого перебування юнаків "першої хвилі" (неповнолітні підлітки, які зголосилися до дивізії "Галичина", але через вік не були прийняті) транспортували до райху, а на їх місце привозили нових;
- збірні табори (die Sammelnlagers) для юнаків (у Відні, Ольден- бурзі, Троппау) та для юначок (у Пютніці, Шляйфе), в які завербованих "другої хвилі" набору (весна 1944р) звозили для загального вишколу й куди за ними приїжджали уповноважені відповідної ЛҐК, котрі відбирали підлітків, комплектували з них окремі групи й перевозили їх на місце призначення;
- запасні табори (die Ersatzlagers) (у Лінці, Кремсі, Еґері), у яких зосереджено підлітків із "третьої хвилі" мобілізованих (учні старших класів, евакуйовані з території Західної України у липні-серпні 1944 р.) завербованих переважно в таборах біженців.[16]

Було передбачено, що після закінчення навчання юнаків очікуватимуть:
- зенітна артилерія (Flakartillerie) - обслуговування легких і середніх протиповітряних гармат (понад 50% юнаків);
- верстатні відділи (Werftabteilungen), у яких була найважча служба в різноманітних майстернях на аеродромах (в основ- ному слюсарних й механічних для ремонту авіаційних та автомобільних моторів);
- "служба на землі" (Bodendienst), що зводилася до того, щоб утримувати в чистоті літаки й наводити порядок на аеродромах, а також перевозити паливо й мастильні матеріали до літаків;
- служба зв'язку (Nachrichtendienst) при телефонних та інших апаратах (приблизно 5% від усієї кількості юнаків);
- транспортні колони (Transportkollonen) - допоміжні відділи при зв'язку, які найчастіше виконували тільки фізичну працю щодо ремонту шляхів до аеропортів й забезпечували належний стан цих доріг;
- протипожежні відділи (Feuerschutzabteilungen) для гасіння пожеж на аеродромах.

Офіційно в розпорядження люфтваффе перейшли 5 933 юнаки, завербовані підпорядкованою Нікелеві Воєнною командою охоплення "Південь".

## Бойовий шлях
Як і інших іноземних підлітків, українських хлопців скеровано у різні німецькі міста, де їх перебрали у своє розпорядження окремі ЛҐК, на які поділено територію Німеччини. Зокрема наприкінці 1944 р. 800 підлітків-українців із Еґеру розміщено в Мюнстері, а ще 300 - у Нюрнберзі, Реґенсбурзі та Кемптені. Під Ганновером перебувало 60 українських юнаків у місцевості Ґе- дельсдорф і 69 у Везендорфі, 11 в Альгорні, 30 у Гузумі, 84 в Бакнанзі, 200 у Кальтен-Кірхені, 45 у Фарґе під Бременом, 28 у Цвішенґані, 51 у Варельбуші, 26 у Ґезундбруннені, 30 у Фінові, 150 у Фельтені під Берліном, 120 у Фленсбурзі, 105 у Ґроні, 75 у Ноймюнстері й т. ін.. Поза межами райху в країнах Західної Європи опинилося тільки 10% підлітків з України. Серед них були 700 українських юнаків у Голландії і 250 — у Франції в місцевості Турс. При розподілі на службу помічників ППО і ВПС польові обласні команди люфтваффе поза територією райху не мали особливого значення. Загалом українських юнаків і юначок протиповітряної оборони скерували у 272 пункти в межах різних ЛҐК. У 87 пунктах або недалеко від них опинилася більшість (по кілька десятків чи сотень осіб), тоді як в інші переважно на периферії переведено буквально одиниці українців.

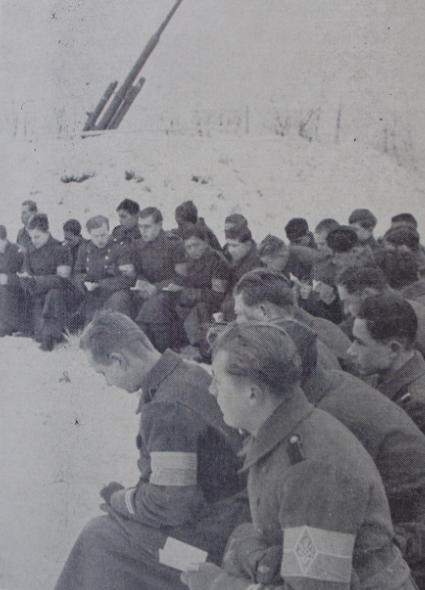
Різдвяні свята

Складне становище юнаків посилювалося тим, що вони відбували військову службу за вимогами вермахту й згідно з його статутом без будь-яких полегшень, незважаючи на фізичний та моральний стани підлітків; деякі час від часу працювали як слюсарі, токарі або вантажники боєприпасів по 10-12 годин на день. Як і вояки інших німецьких військових частин (у тому числі військ СС), учасники юнацьких протиповітряних формувань, яким виповнилося 16 років, отримували "пізнавальний знак" — алюмінієвий ідентифікаційний знак на випадок смерті. Неповнолітні 15-річні й деякі повнолітні не мали таких знаків, що в разі полону давало підстави не трактувати їх як вояків, але не всюди було успішним — особливо на фронтовій смузі, де юнак отримував реактивний вибуховий "фаустпатрон" для знищення танків із близької віддалі.
Від середини 1944 р. і до кінця німецько-радянської війни юнаки воювали здебільшого в самостійних бойових одиницях в німецьких батареях. У складі люфтваффе на теренах Німеччини та окупованих нею країн вони відбивали повітряні напади авіації.
Наприкінці січня 1945р. Нікель вирішив переформувати деякі юнацькі групи у протитанкові загони й відправити їх на передові ділянки фронтів. Коли воєнна ситуація на початку 1945 р. погіршала, єдине, що залишилося українським юнакам, повторити долю тисяч німецьких хлопців, яких після прискореного вишколу залучали до фронтових дій. Коли почалася евакуація підлітків з Троппау до Берліна, 1 лютого 1945 р. 3. Нікель офіційно запропонував масово скеровувати юнаків-українців на протитанковий вишкіл для подальших протитанкових атак. Проте проти цього виступило ОКЛ, яке не хотіло залишитися без допоміжного персоналу. Українська Установа Довіри у Берліні все ж провела у Німеччині набір юнаків для цієї мети. Внаслідок цього з 1000 старших із них за віком вихідців зі Східної України укомплектовано причислений до УВВ юнацький протитанковий батальйон. Спершу він пройшов із "панцерфаустами" вишкіл у м. Німек під Берліном, після чого дислокувався у Штральзунді й згодом у Фленсбурзі.

## Структура
Укомплектовані на основі українців юнацькі протилітунські формації перейняли структуру аналогічних протиповітряних формувань, створених із німецьких хлопців. Вони мали іншу структуру, ніж реґулярні військові формування: якщо дивізія "Галичина" була тактичним з'єднанням зі значними можливостями, то допоміжні юнацькі формації створювалися у складі окремих малих підрозділів по 25-50 підлітків, які обслуговували зенітну батерію.

## Чисельність

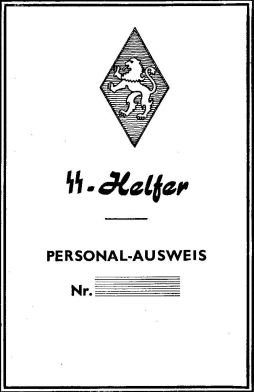
Особиста посвідка помічника протилітунської оборони

Українська молодь, яка вербувалася з березня 1944 р. до «допоміжної служби ППО», надходила у розпорядження «Бойової спеціальної команди Гітлер-югенда Південь» зі штабом у Львові. В результаті першого набору для люфтваффе було завербовано 5933 молодих українців, більша частина з яких була направлена до ППО, а решта — до транспортної служби та підрозділів зв'язку; 250 юнаків було визнано придатними для навчання на унтер-офіцерських курсах військ СС. Загалом протягом останнього року німецько-радянської війни німецькі інстанції мобілізували понад 10 000 українських юнаків та дівчат, повна інформація про місця перебування яких була невідома їх національним опікунам
. Станом на 31 березня 1945 р. Т. Білостоцький встиг зареєструвати лише 7 668 підлітків — 6 547 юнаків і 1 121 юначку.

## Втрати
Юний вік, недостатнє знання німецької мови й брак довіри владних установ райху дали змогу врятувати молодь від залучення до фронтових дій. За офіційними даними, за час служби у ВПС і ППО Німеччини загинуло (переважно від авіабомбардувань) 12 українських підлітків (у тому числі одна дівчина), серед яких двоє померло внаслідок нещасних випадків.

## Уніформа
"Помічники ППО" носили уніформу особливого зразка, яка включала блузу з сіро-блакитної тканини з відкритою застібкою (іноді до середини грудей) та нагрудними кишенями, штани з такого ж матеріалу, шинель та ремінь із пряжкою авіаційного зразка. У самому кінці війни на виготовлення цієї форми йшов також матеріал коричнево-сірого кольору, з якого виготовлялося польове обмундирування вермахту зразка 1944. Емблема люфтваффе була присутня тільки на пряжці ременя (щоправда іноді над правою кишенею блузи носили німецьку авіаційну емблему (орел, що летить, зі свастикою в пазурах), проте ця деталь не була передбачена регламентом). Погони - невеликого розміру, чорні з блакитною пушкою. Головний убір - кепі, таке ж, як у членів "Гітлерюгенда", але не з чорного, а з сіро-блакитного (коричнево-сірого) сукна з матер'яною або металевою ромбоподібною кокардою національних кольорів. Ромбоподібні кокарди українців являли собою матер'яні ромби національних кольорів. Кокарда (носилася на лижну шапку типу Гітлерюгенд) була:
- Для галичан: Галицький лев, жовтий на блакитному ромбі, обведений білим.

- Для українців з інших регіонів: ромб, розділений порівну на жовтий (зверху) і синій (знизу).

Нарукавні пов'язки мали забарвлення національних прапорів, а в їхньому центрі містилися ромби з характерною символікою. Українці використовували два варіанти пов'язок: вихідці зі східних областей – із тризубцем, укладеним у ромб, а із західних – із галицьким левом. У грудні 1944 р. "помічники ППО" стали іменуватися "вихованцями СС", і їм було наказано носити на лівому рукаві чорний трикутник з рунами СС. Українські помічники ППО іноді носили під трикутником стрічку з написом "юнак". Дівчата-"помічниці" носили обмундирування того ж покрою, що і юнаки, але із застібкою на лівий бік і без погонів. Замість пов'язки вони носили на лівому рукаві лише ромбоподібну нашивку з національною емблемою.